# Nellie Miller-Mann
Nellie Miller Mann (27 mars 1897 - 2 février 1997) est une 
secretaire américaine et une enseignante d’école du dimanche mennonite à Indianapolis. Elle a été secretaire de Near East Relief (1921-1923), une organisation d'aide aux réfugiés de guerre et de massacre au Moyen-Orient et aux alentours. 
Pendant son séjour au Near East Relief (maintenant Near East Foundation), Nellie Miller Mann joue un rôle déterminant dans la prise en charge de centaines de réfugiés arméniens qui ont survécu au génocide arménien. Pendant son travail avec les réfugiés, Miller Mann écrit et photographie une grande partie de ce qu'elle vit. Ses écrits et photographies ont été récemment publiés dans un livre intitulé Lettres de Syrie 1921-1923.

## Naissance et études
Nellie Miller Mann naît d'Abram Rohrer et Selena Bell (Wade) Miller à Elkhart, Indiana, le 27 mars 1897. Au début de sa vie, elle devient membre de l'Église mennonite. Mann se rend ensuite à Goshen, Indiana, où elle fréquente le Goshen College. Elle y étudie de 1918 à 1921. Pendant ses études là-bas, elle entend parler de la situation concernant les Arméniens dans l'Empire ottoman,. Ayant été motivé pour aider, Orie Miller, le chef de la Commission de secours mennonite, qui devient plus tard connue sous le nom de Comité central mennonite, s'arrange pour qu'un certain nombre de jeunes hommes mennonites se rendent en Russie, dans l'Empire ottoman et en Syrie dans le cadre de la Near East Relief Foundation pour aider les réfugiés et les orphelins. Après avoir rejoint le Near East Relief, elle met immédiatement les voiles vers la Syrie où elle doit aider les réfugiés arméniens qui sont en train d'être déportés dans l'Empire ottoman à cause du génocide arménien.

## Near East Relief (1921-1923)

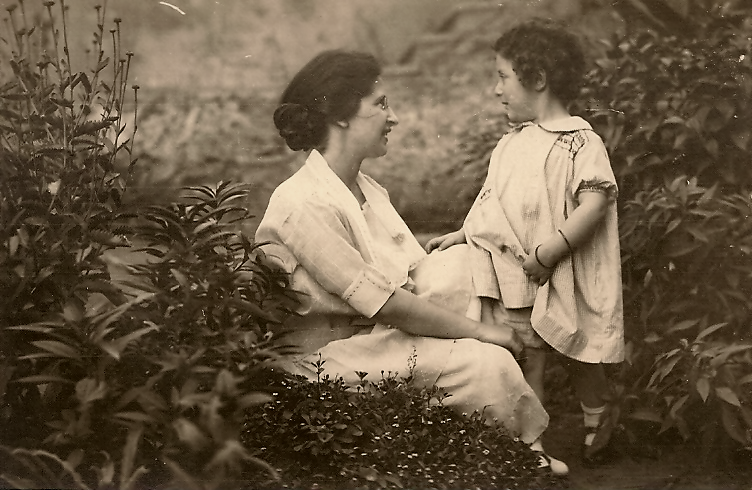
Nellie Miller Mann avec un enfant à l'orphelinat Bird's Nest à Beyrouth

Il est décidé par le comité que Miller-Mann doit être expédiée à Beyrouth où elle doit servir de secrétaire à Ray Bender, le trésorier du Near East Relief au siège de Beyrouth. Elle part du port de New York le 20 août 1921 sur le SS Patria, un paquebot français. Miller-Mann prend quatre semaines pour traverser l'océan, changer de navire et s'arrêter dans de nombreux ports d'Italie, de Grèce, d'Égypte et de Palestine, avant d'arriver à Beyrouth le 20 septembre 1921. Plus tôt, en janvier 1920, alors que la guerre d'indépendance turque s'installe, Mustafa Kemal fait avancer ses troupes dans Marash où la bataille de Marash s'ensuit contre la Légion franco-arménienne. La bataille aboutit à une victoire turque parallèlement aux massacres de 5 000 à 12 000 Arméniens, annonçant la fin de la population arménienne restante dans la région,,. À son arrivée à Beyrouth, elle note qu'en plus des réfugiés arméniens qui se sont échappés en 1915, il y a un afflux continu de réfugiés en raison des circonstances nouvelles pour les Arméniens de Cilicie. Elle décrit la situation comme suit : 

« Le Near East Relief a été organisé à la fin de la guerre mondiale pour prendre soin des orphelins de guerre. Ce travail a été fait et le Near East Relief a encore beaucoup d'enfants à charge. Mustafa Pacha, chef du gouvernement nationaliste turc, a causé tous les problèmes en ordonnant à tous les chrétiens d'évacuer la Turquie. Des milliers d'Arméniens qui vivaient en Turquie ont été forcés de déménager. Ils n'ont pas eu le temps de vendre leurs terres, leurs biens, ni de réaliser sur aucun des produits de leur travail, mais ont dû partir dès que l'ordre a été émis pour la première fois. Ils ne pouvaient même pas conserver la propriété de leurs maisons, car c'est une loi en Turquie lorsqu'une personne quitte la Turquie, la terre et la maison deviennent la propriété du gouvernement. »

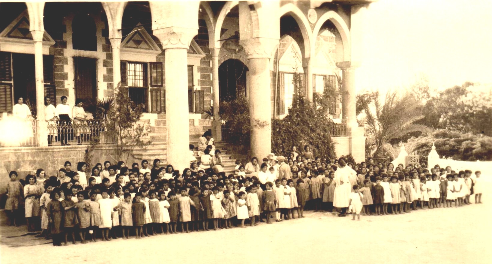
L'orphelinat Bird's Nest avec des centaines d'enfants rassemblés devant. Miller-Mann aide de nombreux enfants de cet orphelinat.

Pendant son séjour à Beyrouth, Miller-Mann dépasse ses fonctions de secrétaire et aide autant d'orphelins que possible dans les environs. Les orphelins à cette époque atteignent le nombre d'environ 130 000. Tout au long de cette période, Mann tient un journal dans lequel elle écrit longuement sur le sort des orphelins et son service dans divers orphelinats,. Elle renseigne que lorsque de nombreux enfants orphelins arrivent en Syrie, ils sont placés dans l'un des 18 ou 20 orphelinats des environs, où ils sont nourris, habillés, soignés et reçoivent une formation professionnelle.
Miller-Mann travaille d'abord avec l'orphelinat d'Antélias, qui, comme elle le note dans une entrée de son journal le 6 décembre 1921, est rempli de filles orphelines arméniennes.

« Les filles d'Antélias sont toutes des réfugiées arméniennes, qui ont été chassées de chez elles par les Turcs et obligées de marcher et marcher et marcher, elles ne savaient où, et elles se sont perdues ou séparées de leurs mères ou leurs mères sont mortes et puis elles ont été retrouvées et mis à l'orphelinat. »

Nellie Miller-Mann joue un rôle déterminant en aidant la missionnaire danoise Maria Jacobsen avec son orphelinat appelé "The Bird's Nest". En janvier 1922, Jacobsen transfère de nombreux orphelins à Beyrouth. Après s'être installée à Zouk Michail en juillet 1922, elle fonde un orphelinat qui abrite 208 enfants arméniens de Cilicie. Grâce aux efforts de la missionnaire danoise, un orphelinat arménien qui appartient auparavant au Near East Relief est acquis par The Women's Missionary Workers (KMA) en 1928. L'orphelinat, qui est situé à Byblos devient connu sous le nom de "Bird's Nest" et doit finalement aider 400 enfants orphelins âgés de nourrissons à neuf ans,. En janvier 1922, alors que Jacobsen est occupé à transférer les orphelins à Beyrouth, Miller-Mann visite l'orphelinat. Au moment de sa première visite, elle a déclare qu'il y a 600 orphelins arméniens stationnés à l'orphelinat et qu'ils sont arrivés un an auparavant de Marash (maintenant Kahramanmaras) et Aintab (maintenant Gaziantep).
Pendant son séjour au Moyen-Orient, Miller-Mann parcourt la région et visité plusieurs sites, dont Baalbeck, Damas et Alep.
Miller-Mann continue à aider les réfugiés orphelins jusqu'à sa retraite de ses missions en 1923.

## Ministère
Nellie Miller épouse Cleo Mann le 25 août 1924. Elle enseigne finalement dans une école du dimanche locale. Cleo et Nellie Mann déménagent à Indianapolis où ils fondent la première église mennonite de la ville.
Elle meurt le 2 février 1997, à l'âge de 99 ans à Goshen, Indiana.

## Héritage
À son retour aux États-Unis, Nellie Miller Mann reçoit la médaille Near East Relief Service du Directeur de la Near East Foundation pour ses contributions importantes à la Fondation et à l'effort de secours.
Ses écrits et ses photographies ont récemment été publiés dans un livre de 226 pages intitulé Letters from Syria 1921-1923 : A Response to the Armenian Tragedy, including Stories, Travel and Reports.